# Longchamp-sur-Aujon

Longchamp-sur-Aujon este o comună în departamentul Aube din nord-estul Franței. În 1 ianuarie 2022 avea o populație de 366 de locuitori.